# 竹田の子守唄
竹田の子守唄（たけだのこもりうた）は、京都府の民謡、およびそれを元にしたポピュラー音楽の歌曲。「竹田の子守歌」とも。1970年代にフォークグループ「赤い鳥」が歌ってヒットし、日本のフォーク歌手たちなどによって数多く演奏されている。
1960年代の後半、うたごえ運動の展開を背景として京都の伏見区で採譜・編曲され、初めは合唱曲として歌われた。その後関西フォークの歌手たちのレパートリーとして取り上げられ、「赤い鳥」の歌唱によってその叙情的なメロディーと歌詞とが評判になる。
しかし、歌詞と被差別部落との関係が取り沙汰されるようになると、放送自粛の動きが広まり、「放送で流されることのない歌としてはもっとも有名なヒット曲の一つ」となった。

## 経緯

### 採譜から合唱曲へ
『竹田の子守唄』を採譜したのは、作曲家の尾上和彦である。1960年代半ば、うたごえ運動が広まる中で大学や労働団体には合唱団や合唱サークルが立ち上げられており、尾上は「多泉和人（おおいずみ かずと）」のペンネームで作曲活動や民謡採譜のかたわら、これらのサークルに講師として招かれていた。尾上は1962年12月から京都伏見区の竹田地区を訪れており、1964年2月からは部落解放同盟竹田深草支部（当時）の文化サークルとして組織された「はだしの子グループ」へのレッスンを開始していた。
この年、東京芸術座による公演『橋のない川』の舞台音楽を担当することになった尾上は、12月になっても楽曲を完成できずにいた。翌1965年1月の公演が近づく中、尾上は創作のヒントを得るために、彼の下宿に居候していた「はだしの子」のメンバーである野口貢の実母、岡本ふく（1914年 - 1983年）を竹田地区に訪ねた。岡本ふくは三味線を弾きながら尾上のために「長持ち歌」など約20曲を歌い、これを尾上が録音した。ふくが歌った「守りもいやがる、盆からさきにゃあ、雪もちらつくし、子もなくし、コイコイ」という「コイコイ節」に強烈な印象を受けた尾上は、この歌の旋律をほぼ一晩で作り直し、1月5日に関西テレビでスタジオ録音、12日からの東京芸術座の公演にこぎつけた。
尾上は依頼を受け、この曲を女声のための合唱曲として編曲し、歌詞を付け直した。これが「竹田の子守唄」である。「はだしの子」では1965年1月29日にこの歌の初レッスンがあったが、それ以前に、尾上が指導する他の団体でもこの曲が採り上げられていたと考えられる。合唱曲の依頼者については、同志社大学の合唱団「むぎ」、京都電通合唱団、全日本自治団体労働組合（自治労）京都合唱団のいずれかはっきりしない。藤田によれば、合唱団「むぎ」のメンバーだったとする
「はだしの子」のレッスンで尾上は、これは「五木の子守唄」に匹敵するすごい曲だと言い、メンバーたちに曲の内容について話し合いをさせた。尾上は同年3月に開かれた部落開放第10回全国婦人集会の記念文化祭に向けてこの曲を歌唱指導し、その後は「日本のうたごえ」祭典への出場をめざして練習を続けた。その過程で10月に「はだしの子」は合唱団「はだし」に発展的解消を遂げている。神戸での予選を通過し、11月東京での本選で合唱団「はだし」は「竹田の子守唄」と「こぶしかためて」の2曲を歌って地域の部の激励賞を受賞した。

### 関西フォークからの広がり
フォーク歌手の大塚孝彦が「竹田の子守唄」を知ったのは、1965年か1966年、尾上が指導する同志社大学の合唱団「むぎ」の演奏会だった。大塚は合唱曲の楽譜を入手すると、ギター伴奏に合うようにアレンジを施し、高田恭子（1948年 -）と二人で歌い始めた。「竹田の子守唄」の初録音は、この二人によるものである。
1969年には高石ともや（1941年 -）がアルバム『坊や大きくならないで 高石友也フォーク・アルバム第3集』（ビクター）でこの歌を録音している。
また、高石に先立つ1968年9月には、森山良子（1948年 -）の3枚目のアルバム『良子の子守歌』（フィリップス）に「竹田の子守唄」が収録され、これが大手レーベルでの初録音となった。森山によって、この歌は関西から東京のフォーク・歌謡界にも伝わった。

### 赤い鳥
大塚と高田のデュエットによる「竹田の子守唄」を聴いて、感銘を受けたのが後藤悦治郎である。後藤は関西フォークの定例コンサートで二人の歌を聴き、後に結婚する平山泰代と二人で歌い始めた。1969年3月、後藤悦治郎は5人グループ「赤い鳥」を結成する。
同年11月に開催された第3回ヤマハ・ライト・ミュージック・コンテストに出場した「赤い鳥」は、「竹田の子守唄」と「COME AND GO WITH ME」を歌い、小田和正が在籍するジ・オフ・コース（後のオフコース）や財津和夫が率いるザ・フォーシンガーズ（後のチューリップ）らを抑えてグランプリを獲得する。
当時、メッセージ性の強い歌が主流だったフォーク・シーンにおいて、純粋に音楽を追求する「赤い鳥」は異色の存在であり、コーラスワークにも定評があった。

### 録音
「赤い鳥」のデビュー・シングル盤は「お父帰れや／竹田の子守唄」（1969年10月、URC）だが、URCはインディーズレーベルの先駆け的存在であり、メンバーたちにプロになる気はなかった。しかし、作曲家で音楽プロデューサーの村井邦彦（1945年 - f）からアルバム1枚だけでもレコーディングしないかと請われ、シングル「人生／赤い花白い花」（1970年6月、同）とアルバム『FLY WITH THE RED BIRDS』（1970年8月、日本コロムビア）を制作する。この2枚が「赤い鳥」のメジャー・デビューとなった。
シングルA面の「人生」とアルバム『FLY WITH THE RED BIRDS』の収録曲である「JINSEI」は同一音源で、「竹田の子守唄」のメロディに山上路夫による歌詞を載せたものである。村井によれば、「竹田の子守唄」の歌詞が何を言っているのかよくわからないことがその理由だった。しかし、元の歌詞ほどの訴求力はなく、納得がいかない後藤はもう一度元の歌詞で出したいと強く要望した。ディレクターの新田和長からも原曲が良いという意見があり、1971年2月に通算4枚目のシングル盤となる「竹田の子守唄／翼をください」を東芝音楽工業（後のEMIミュージック・ジャパン）からリリースした。これが発売後約3年で100万枚のセールスを超える大ヒットとなった。
1960年代の終わりから1970年代の数年にかけて、「竹田の子守唄」はジローズ、由紀さおり、ダークダックス、上月晃、水前寺清子ら多くの歌い手によって録音されるようになっていた。このころ広告代理店の主導によって美しい日本の再発見を提唱するキャンペーン「ディスカバー・ジャパン」が展開されており、歌謡界では「竹田の子守唄」と同じ1971年に「わたしの城下町」や「知床旅情」がヒットしている。音楽評論家で『竹田の子守唄 名曲に隠された真実』の著者である藤田正は、当時各地で公害が社会問題化しながらも日本が経済的な急成長を止めようとしなかったことに対し、これらの流行歌はある種の免罪符・目隠しのような役割を果たしたとする。

### 歌の出所と歌詞をめぐって
「竹田の子守唄」が合唱曲として歌われていた時点では、この歌が被差別部落から生まれたことが伝えられていたが、フォーク歌手たちの間で歌われ、広がっていくにつれて、「竹田」がどこなのかはわからなくなっていた。京都ではなく大分県竹田市だと考えられていたこともある。
シングル盤が大ヒットした1971年4月、伝承歌はその文化背景を学んだ上で歌うべきと考えていた後藤は、「赤い鳥」の原点ともいえる「竹田の子守唄」の出所が不明なことに後ろめたさを感じ、友人で作家志望の橋本正樹と共同してこの歌について調べ始めた。橋本は、ある女性から歌詞にある「在所」が京都では被差別部落を意味すると教えられ、1970年に出版された『京都の民謡』（音楽之友社）に「竹田の子守唄」が紹介されており、京都市伏見区竹田で採譜されたものだと知った。
後藤は、『京都の民謡』に掲載されていた「久世の大根めし、吉祥の菜めし、またも竹田のもんばめし」という歌詞に注目し、シングル盤の2番の歌詞「盆がきたとて　 なにうれしかろ……」の代わりに差し替えてライヴで歌い、ステージでこの歌の出所について詳しく語るようになった。なお、この歌詞で「竹田の子守唄」を歌って最初に録音したのは、加藤登紀子である。
一方、橋本は日本音楽研究会のメンバーでもあった採譜者の尾上和彦と会い、尾上の紹介で野口貢とその母親の岡本ふくとも面識を得た。1972年1月、橋本は岡本ふくを伴い、京都勤労会館で開かれたフォーク・コンサートに出演した「赤い鳥」と彼女を引き合わせた。
このとき岡本ふくは、「ええかったがナァ」と感想をもらしつつも、メンバーたちに対し「久世の大根めし……」の歌詞を歌わないでほしいと強く頼み込んだ。「寝た子を起こす」ようなことをしてくれるな、というのが彼女の意思だった。野口によれば、母親は鹿の子絞りの仕事仲間から、誰がこんな歌を教えたのかと苦情を言われていた。橋本によれば、岡本ふくは恥といっても竹田だけならまだしも、久世や吉祥の名前まで出してしまったことを一生の悔いだと語ったという。
しかし後藤は迷いながらも、積年の部落問題を見据えてこの歌詞を積極的に歌い続けることにした。これに対し、美しい歌は美しく、それで十分とする意見があり、グループ内に対立が生まれた。「赤い鳥」の知名度が上がり、「竹田の子守唄」が有名になるにつれて、両者の溝は深まっていった。
また、この話は橋本を通じて尾上にも伝わった。尾上はこのころ「竹田の子守唄」の補作者として認可されるよう日本音楽著作権協会に働きかけていた。しかし彼は、この歌がさまざまな人に親しまれたのは、主義主張を越えた作品だからだと考えており、板挟みになった岡本ふくの苦境を知ると、以降「竹田の子守唄」についての自分の関わりなどについて沈黙した。

### 放送自粛
1970年代に入り、「竹田の子守唄」が有名になるにつれて、ちまたではこの曲と被差別部落の関係が囁かれるようになった。例えば、竹田地区出身の作家土方鐵（1927年 - 2005年）は、1971年に「竹田の子守唄」の竹田が京都伏見であることを『朝日ジャーナル』誌に投稿している。放送メディアは、歌に部落が出てくる（らしい）から、歌が部落を歌っている（らしい）から、というだけの理由でこの歌を忌避するようになった。
「赤い鳥」の後藤悦治郎によれば、ラジオやテレビで「竹田の子守唄」を演奏してはいけないとは言われないが、はっきりした根拠を示すことなく、できれば外してもらいたい、ほかにいい曲があるからそっちをやってくださいという断られ方が多かった。
「赤い鳥」のデビュー・アルバム『FLY WITH THE RED BIRD』は、1975年に日本コロムビアから再発売されたが、この時点では収録曲に変わりはない。ところが、1998年にアルファミュージック／東芝EMIからCD発売されたときには、それまで収録されていた全12曲から「JINSEI」が除かれて11曲となっている。
全国地域人権運動総連合（人権連）竹田深草支部の川部昇は、この歌が十数年もの間メディアから消えていったことにより、「うたごえ運動」や多くの歌手・グループによって歌われ築かれた人の輪が壊されたと述べている。

### 関係者への取材
ノンフィクション作家・映画監督の森達也（1956年 - ）が入手した1986年7月4日付けフジテレビ番組考査部の資料のコピーがあり、文面には「竹田の子守唄」について、「同和がらみでOA不可。京都府同和研でもOA不可。解同の見解によれば、歌の作られ唄われた理由、背景などをよく理解してくれればOA可とのことなれど、実際は理解することは不可能なので、現実的にはNO」とあり、その下には「在所＝未解放部落」という走り書きがあった。
これについて森は、被差別部落でこの唄が生まれたこと、そして被差別部落に生まれたがゆえにいわれのない差別を受け、子守り奉公で最底辺の貧しい生活を支えていた少女の悲しみと怒りの唄なのだと理解することは、そう難しいことではないはずだが、あっさり「理解することは不可能」という結論に結びついてしまっていると指摘している。
フジテレビ番組審議室への取材では、差別表現に関わる問題で部落解放同盟から厳しい抗議や糾弾を受けていたとはいえ、放送局側が「クサいものには蓋」式の思考を無自覚にしてきたことで、過去に汚点を残したことは事実だと認めた。対応者は、これはシステムの問題ではなく制作者一人ひとりの覚悟の問題だが、彼らは物分りが良すぎ、異論を唱えるという発想自体がないと述べている。
日本民間放送連盟（民放連）が指定していた「要注意歌謡曲一覧」に「竹田の子守唄」が掲載されたという事実は確認されていない。
民放連への取材では、「要注意歌謡曲一覧」は1983年度版を最後に刷新していない。要注意歌謡曲指定は1959年から始まったが、これはガイドラインであって最終的な判断は各放送局に任される。しかし、この部分が一人歩きしてしまい、民放連が規制主体だと誤解されていることが多いとの回答だった。
森は教科書出版会社にも電話取材し、「竹田の子守唄」、「かごめかごめ」、「通りゃんせ」が教科書から掲載されなくなった背景に部落差別問題があるのかと尋ねたところ、非常にナイーブな問題であり、教科書から消えた曲はほかにも数多く、理由を断定することで差別を再生産するおそれもあるとの回答だった。
森の取材を受けた当時の部落解放同盟京都府連合会書記長・中央本部教宣部長西島藤彦は、「手紙」、「チューリップのアップリケ」、「竹田の子守唄」を知っているかと聞かれて、「どれもよく知っています」、「若い頃、ムラの中ではよく皆で歌っていましたよ。だからどうしてこんなにいい歌が、世に広まらないのか私も不思議に思っていたのだけど…」と答え、過去に解放同盟が抗議したことはなく、これらの曲が放送禁止歌に指定されていることさえ今まで知らなかったと述べた。
「はだしの子」のメンバーだった野口も、実際にこの歌に関して運動側からの抗議などはなかったと述べている。
藤田によれば、当時、部落問題にかかわると痛い目に遭う、避けた方が得策だという偏見やイメージが持たれており、「竹田の子守唄」の歌詞にある地名が歌われることによって、どこに被差別部落があるか知らしめてしまい、厳しい抗議を受けるのではないかという危惧があったとする。
人権連の川部はこれについて、1974年の「八鹿高校事件」における集団リンチや翌75年の「特殊部落地名総鑑」問題などを通じて「同和タブー」が形成され、部落の地名の使用について解同が「差別」だといえば、使用者の意図に関係なく「差別」と断定される（朝田理論）ようになっていったことが背景にあると指摘している。

### 元唄の伝承
「赤い鳥」解散後、後藤悦治郎と平山泰代は「紙ふうせん」を結成した。1981年12月10日に朝日放送で放送された報道特別番組「そして明日は」は、歌と被差別部落の関係を正面から扱ったドキュメントであり、これに出演した「紙ふうせん」の二人は「竹田の子守唄」を「久世の大根めし」の歌詞を含めて歌っている。
「そして明日は」の放送は竹田地区でも話題となった。これをきっかけとして、武村やすが歌う録音された「元唄」が記録され、「こいこい節」などとともに伝承する取り組みが始まった。部落解放同盟改進支部女性部では、元唄と「竹田こいこい節」をレパートリーとした活動を始め、2001年2月の「第6回ふしみ人権の集い」において元唄を披露している。この集いには「紙ふうせん」の二人も参加して彼らの「竹田の子守唄」を歌った。その後、メンバーの高齢化により活動を休止していたが、2022年に部落解放同盟府連合会女性部によって再開している。
なお、1960年代後半に部落解放運動が分裂し、かつての竹田深草支部は全国部落解放運動連合会（全解連）に所属した。一方、部落解放同盟は1970年代に合唱運動を積極化させたが、その活動は合唱団「はだし」と断絶がある。
とはいえ野口によれば、分裂した全解連と部落解放同盟の間でもこの歌について問題になったことはないと述べている。

### 変化のきざし
1990年代の終りに、ロックバンドソウル・フラワー・ユニオン（『マージナル・ムーン』（1998年））、ヒートウェイヴが「竹田の子守唄」をメジャー録音した。2000年末にはサザン・オールスターズの桑田佳祐がステージでこの歌を歌う映像がNHK-BSで放送された。その後、「赤い鳥」のメンバーだった山本潤子が2001年8月にNHK「思い出のメロディー」で歌い、2002年5月には高田恭子がNHK-BS「あの人この歌」で、同月、山本潤子と坂崎幸之助が「フォーク大集合」で歌っている。山本潤子はこの年12月にもこの歌で森山良子と共演した。
藤田は、「歌は、21世紀に入って、そっとではあるがドアの向こう側から顔を覗かせている。」と述べている。

## メロディーと歌詞

### 守り子唄について

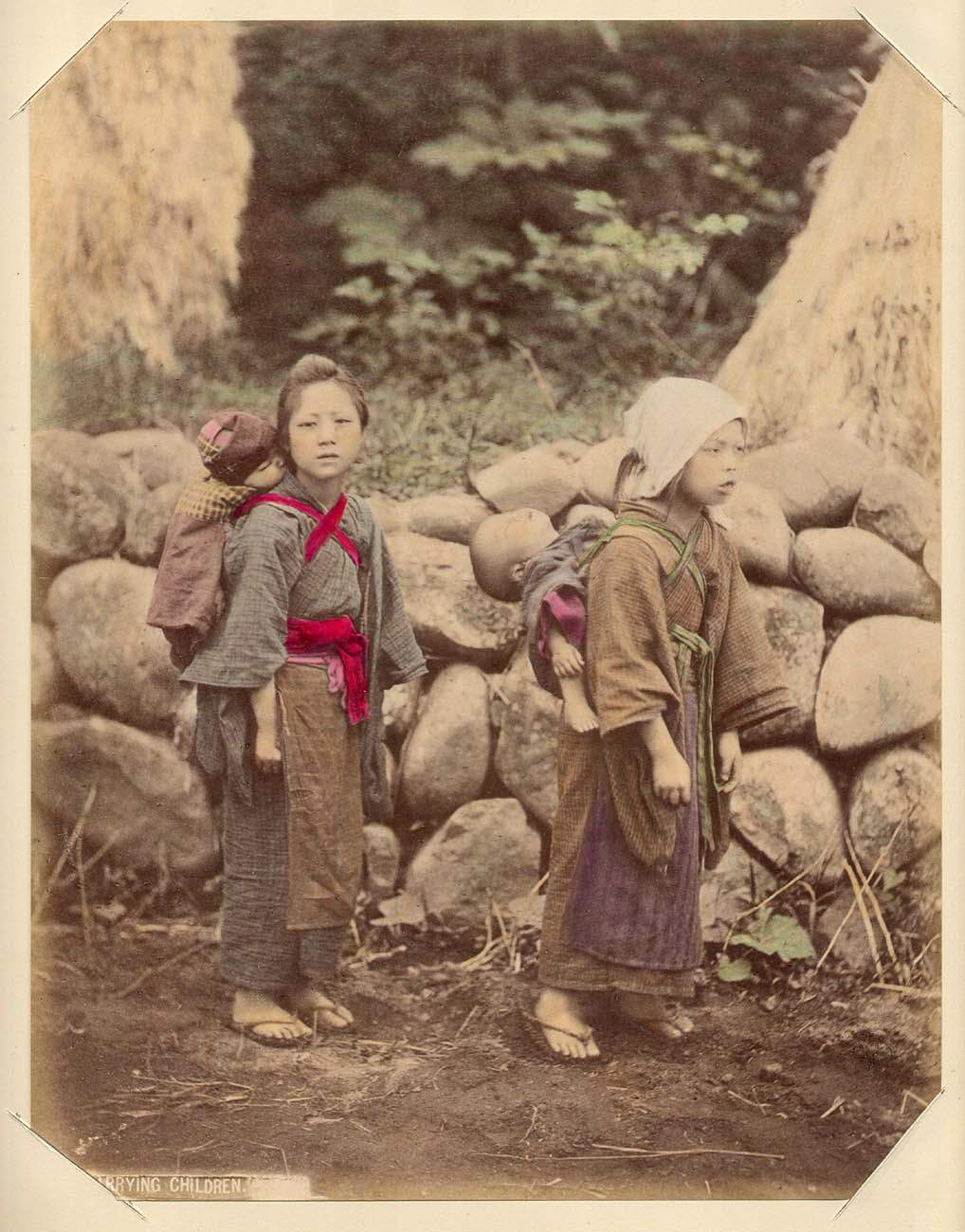
明治の写真家日下部金兵衛が撮影した子守り娘たち

藤田によれば、子守唄には大きく三つの流れがある。「寝かせ唄」、「遊ばせ唄」、「守り子唄」である。「竹田の子守唄」はこのうち「守り子唄」に相当する。
「守り子唄」の成立はさして古いものではなく、森によれば明治の中ごろと推察され、民謡や童謡の多くがこのころに成立している。これには、江戸末期から明治にかけて、封建社会から近代資本主義社会へと急速に変化していく過程で、裕福な商家や農家が安い労働力を求めたことに背景がある。貧しい家庭に生まれた少年少女が、期間を定めて丁稚や小僧などの下働きや茶つみなどの季節労働、野良仕事、家事などの仕事をこなす「奉公」と呼ばれる労働形態が生まれた。守り子もそのひとつである。したがって、守り子唄には労働歌としての性格がある。
守り子の奉公がなくなれば、守り子唄は歌われなくなるため、第二次世界大戦後には各地の子守唄はほとんどなくなっていた。しかし、被差別部落では就職の困難性から歌の消滅に20年程度の時間差があった。「竹田の子守唄」が発見された1960年代半ばは、日本の子守唄にとって節目だったとも考えられる。

### 日本音楽研究会『京都の民謡』（1970年）
音楽之友社から出版された『京都の民謡』（1970年）には、日本音楽研究会採譜として「竹田の子守唄」が掲載されている。タイトルの下には「―京都市・伏見区・竹田―」とあり、「原曲編」では次のような楽譜、歌詞となっている。
一、もりもいやがる 盆から先にゃ
雪もちらつくし 子も泣くし
二、早（はよ）も行きたい この在所こえて
向こうに見えるは 親のうち
三、来いよ来いよと こまものうりに
来たら見もする（し） 買いもする
四、久世の大根めし 吉祥の菜めし
またも竹田の もんばめし
五、この子よう泣く もりをばいじる
もりも一日 やせるやら

また、同書には4パートに分かれた「編曲編」も掲載されており、これらのメロディと歌詞を載せたのは、尾上和彦である。なお、合唱団「はだし」の野口が所有するこの歌の譜面は2種類あり、低音パートや音程などに修正が見られる。合唱指導の中で尾上はその後も曲に手を入れていたことがうかがえる。
尾上は、岡本ふくの歌は速く、16分音符で書くところを拍子を変えて8分音符で処理し、ちゃんとした歌の形になっていないものをまとめたと述べている。

### 赤い鳥による歌唱（1971年）
※メロディーについては、下記右田伊佐雄による比較を参照のこと。
赤い鳥「竹田の子守唄」歌詞
一、守りも嫌がる 盆から先にゃ
雪もちらつくし 子も泣くし
二、盆が来たとて 何うれしかろ
帷子（かたびら）はなし 帯はなし
三、この子よう泣く 守りをばいじる
守りも一日 やせるやら
四、早もゆきたや この在所越えて
向こうに見えるは 親の家
2番「盆が来たとて」の歌詞は、森、藤田らによれば高石ともやが『日本の子守唄』（松永伍一著、紀伊國屋書店）で見つけた愛知県の子守唄から組み入れたものである。
「赤い鳥」の後藤悦治郎は、当初歌っていたこの歌詞を外し、『京都の民謡』に掲載されていた「久世の大根めし」の歌詞と入れ替えて歌うようになった。

### 右田伊佐雄による旋律の比較（1978年）
民謡研究家で『大阪の民謡』（1978年）の著者右田伊佐雄（1928年 - 1992年）は、「竹田の子守歌」について、原曲、尾上和彦の作曲、「赤い鳥」らによる歌唱による旋律を次のように比較している。
なお、下記B. よりも上記『京都の民謡』の掲載楽譜が半音高いキーとなっているのは、合唱団での歌唱を考慮した尾上が調性を変更したためである。

A. 原曲

B. 尾上和彦による『橋のない川』のテーマ音楽（1964年12月）

C. 「赤い鳥」らフォーク歌手たちの歌唱

右田によると、日本の民謡の大半は旋律の頂点を前半に置く形を取っている。これは祝祭の歌であれ仕事の歌であれ、神霊を鎮撫することが目的で歌われた「神守歌」が日本民謡の基本になっているためであり、子守歌の中でもとくに「寝させ歌」の場合は赤児を興奮させないためにほとんど例外なしに頂点前半形であるとする。逆に、西洋音楽では後半を盛り上げて終結に導く。尾上は原曲から後半部を高揚させており、西洋のスタイルに従った手法といえる。
歌の後半に頂点を持っていくことについて、尾上自身は、自分のつらいものを心の中に押し込まず外へ向けていく姿勢を音に込めており、そうした前向きな主張がこの歌を歌った若者たちの中にもあったと思うと語っている。彼が旋律を作る際に心に抱いていた音楽として、ロシア民謡の「赤いサラファン」、シベリウスの「フィンランディア」、黒人霊歌の「深き河」、アイルランドの民謡「ロンドンデリーの歌」などを挙げている。
また、B. で尾上は原曲の四度音程が持つ力強さを意識して、後半部にも四度上昇を用いているが、C. では、上昇を半拍ずらして遅らせ（10小節目、13小節目）、四度の幅を短三度に縮める（13小節目）という変更を加えている。これは耳で聴いた曲を再現する際に無意識的に歌い変えられたものである。
尾上が作った旋律を、フォーク歌手たちはギターに乗せるためにアレンジしていったが、もともと四度の跳躍音型は北日本や日本海側の地域に多く、関西では少ないため、主に京都を中心とした彼らにとってより自然な形に変えられたと考えられる。この結果、原曲の力強さよりも関西の民謡らしい滑らかさと歌いよさが特徴づけられることになった。

### 高橋美智子『京都のわらべ歌』（1979年）
1979年に『京都のわらべ歌』を著した声楽家の高橋美智子は、「竹田の子守唄」について、まったく異なった二系統の旋律があるとする。高橋は計5種類の旋律を紹介しており、そのうち〔A〕から〔D〕までを下記に示す。〔E〕は「作曲 尾上和彦」とされており、上記右田の「B. 『橋のない川』のテーマ音楽」と同じであるため、省略した。
〔A〕
〔B〕
〔C〕
〔D〕
一、守りもいやがる 盆からさきにゃ
雪もちらつくし 子も泣くし
二、この子よう泣く 守りをばいじる
守りも一日 やせるやら
三、はよも行きたい この在所こえて
向こうに見えるは 親のうち
四、来いよ来いよ 小間物売りに
来たら見もする 買いもする
五、久世の大根めし 吉祥に菜めし
またも竹田の もんばめし
六、盆が来たとて なにうれしかろ
かたびらはなし 帯はなし

〔類歌〕として掲載されている歌詞
一、ねんねねんねと ねた子はかわい
おきて泣く子は つらにくい
二、見ても見あきぬ お月とお人
たてた鏡と わが親と

〔A〕と〔B〕は、高橋が採譜した当時も歌える人が多く、京都特有の節回しであり、旋律の後半は乙訓郡の子守歌と同一であることから、昔から竹田の里に伝承されているものとする。一方尾上が作曲する基となった〔C〕と〔D〕は、この節を知っているものが他におらず、歌い手は戦後10年近く竹田を離れ地方を巡業していたらしいとして、この節はいったいどこから来たのかと疑問を呈している。
また、歌詞の5番「久世の大根めし 吉兆の菜めし」、6番「盆が来たとて　なにうれしかろ」を並べて掲載している。すでに述べたように、「盆が来たとて」の歌詞は、高石友也が愛知県の子守唄から組み入れたものとされており、後に「赤い鳥」の後藤悦治郎がこれを外して代わりに歌ったのが「久世の大根めし」の歌詞である。
これに対して藤田は、「竹田の子守唄」は竹田地域にある被差別部落だけで生まれ育ったわけではなく、少なくとも関西地方のいくつかの部落との文化交流のなかで成長した歌だとする。
例えば「竹田の子守唄」に似た歌は、尼崎の被差別部落でも「チーコイターコイの唄」として伝わっていた。チーコターコイとは、「父恋し、母恋し」の意味ではないかとされている。森によれば、大阪の被差別部落でもよく似た歌が歌われているという。
世代によっても唄のメロディが違い、新しい地域とのつながりができるとその地区の唄が持ち込まれ、以前の節が捨てられるということがあった。伝承者各人によって歌詞の一部、メロディラインが異なり、歌詞の順序も決まったものではない。
また右田は、農作業歌や地固め歌などの場合、大勢でときには斉唱になってもピタリと合うのに対し、子守歌の中でも寝させ歌だけは、各人のフシが必ずといっていいほど違っていて最後まで歌えないという。赤児を静かに寝かせる歌は集団でなく単独で歌うため、どうしても個別のフシになってゆくのだろうと推測している。
さらに、民謡には地域性と個人性があり、同じ地域でも時代により歌のフシ、リズム、テンポが変わる。同じ歌い手であってもそのときの気分によって歌詞を適宜歌い変える自由さがあり、そこに歌い手の個性が出る。各歌はそれぞれの地で、いつも記譜どおりに歌われてきたわけではなく、記譜を固定的に考えてはならないと述べている。

### 録音された「元唄」（1981年）
「竹田の子守唄」の元唄とされるものとして、武村やす（1900年 - 1985年）がその晩年に近しい人に紹介した歌詞とメロディーが残されている。武村やすが守り子として働いていたのは、明治の終わりごろから大正にかけてであり、1910年（明治43年）前後と推定される。森によれば、彼女が最後の世代であり、元唄はすでに歌われていないという。
武村やすの元唄は、江戸時代後期に広まった俗謡である都々逸と同じ「七・七・七・五」の音律に従った短い歌詞と「どしたいこりゃ きこえたか」というリフレインで構成されている。歌詞の内容には、長唄など大人の遊び唄に由来するものがあり、守り子たちが労働中に歌う中で取り入れられて定着したと考えられる。
部落解放同盟京都府連合会改進支部採譜による元唄。
この子よう泣く 守りをばいじる
守りも一日 やせるやら
どしたいこりゃ きこえたか
ねんねしてくれ 背中の上で
守りも楽なし 子も楽な
どしたいこりゃ きこえたか
ねんねしてくれ おやすみなされ
親の御飯が すむまでは
どしたいこりゃ きこえたか
ないてくれよな 背中の上で
守りがどんなと 思われる
どしたいこりゃ きこえたか
この子よう泣く 守りしょというたか
泣かぬ子でさえ 守りゃいやや
どしたいこりゃ きこえたか
寺の坊さん 根性が悪い
守り子いなして 門しめる
どしたいこりゃ きこえたか
守りが憎いとて 破れ傘きせて
かわいがる子に 雨やかかる
どしたいこりゃ きこえたか
来いよ来いよと こま物売りに
来たら見もする 買いもする
どしたいこりゃ きこえたか
久世の大根めし 吉祥の菜めし
またも竹田の もんば飯
どしたいこりゃ きこえたか
足が冷たい 足袋買うておくれ
お父さん帰ったら 買うてはかす
どしたいこりゃ きこえたか
カラス鳴く声 わしゃ気にかかる
お父さん病気で 寝てござる
どしたいこりゃ きこえたか
盆が来たかて 正月が来たかて
難儀な親もちゃ うれしない
どしたいこりゃ きこえたか
見ても見飽きぬ お月とお日と
立てた鏡と わが親と
どしたいこりゃ きこえたか
早よもいにたい あの在所こえて
向こうに見えるは 親のうち
どしたいこりゃ きこえたか
また、武村やすよりも若い世代では、別の歌が歌われていた。「竹田こいこい節」は、「ねんねんころりよ　ねた子はかわいい　おきて泣く子は　つらにくい　こいこい」という歌詞で、元唄よりもテンポが速く、「どしたいこりゃ」に代えて「こいこい」という短いフレーズが繰り返される。このフレーズは岡本ふくが尾上和彦に歌って聴かせた中にも含まれていたものである。

## 歌詞の意味

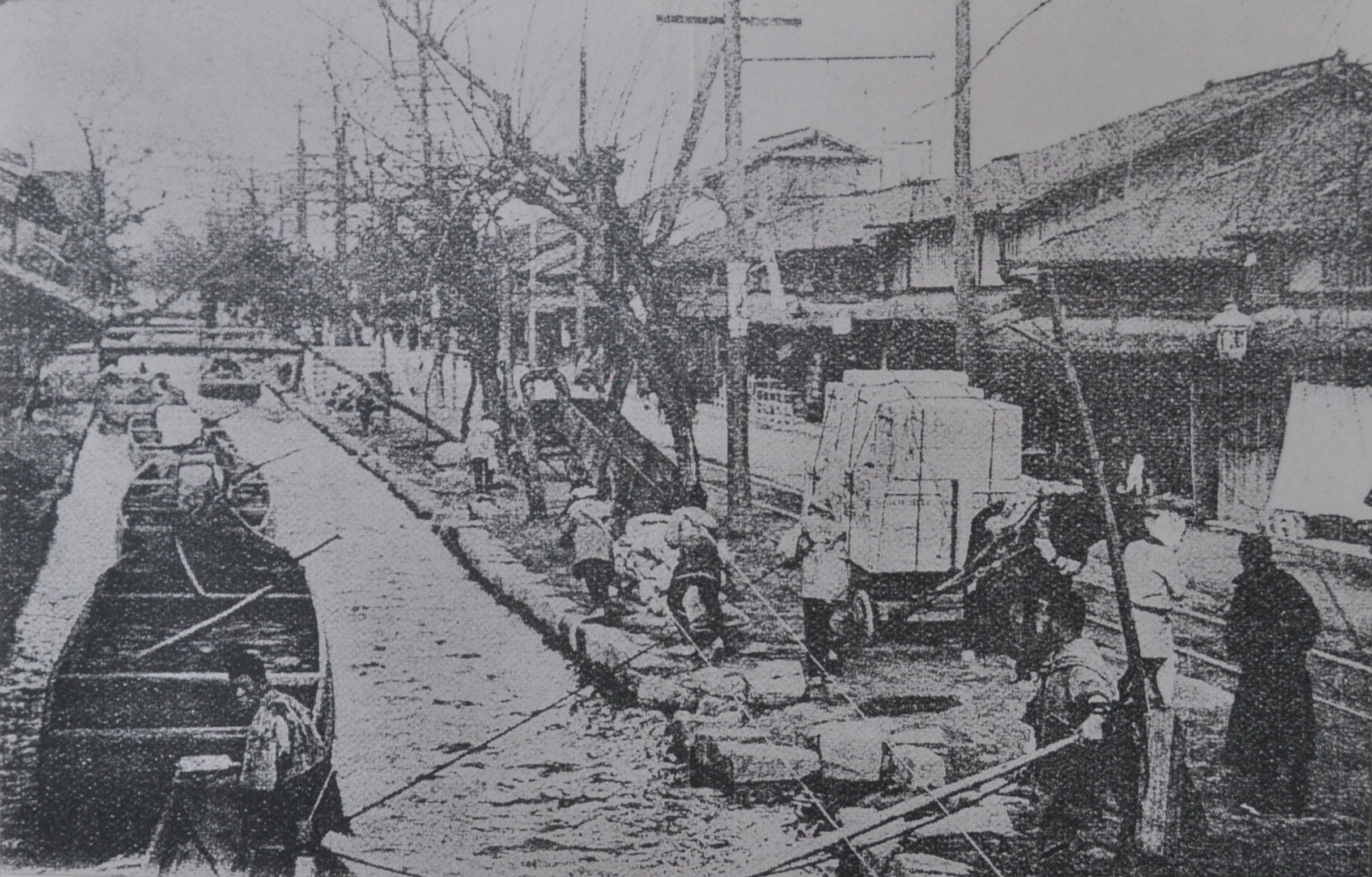
明治40年ごろの高瀬川。かつて竹田地区には高瀬舟に従事する人々が遠くは四国から出稼ぎに来ており、「高瀬の船頭」という古謡も採譜されている。

森によれば、被差別部落の少女たちは家計を助けるために10歳前後から遠く離れた家に奉公に出され、学校に通う余裕もない中で友達と遊ぶこともかなわず、奉公先で子供を背負いながら労働をこなした。守り子歌には、そうした少女たちがおかれた境遇への悲憤と恨みが綴られているとする。
京都教育大学の武島良成は、歌詞の中で「この在所こえて」と「竹田のもんば飯」の二つの節をこの歌の核心部分としており、その解釈について以下に触れる。

### この在所こえて
（『京都の民謡』より歌詞を再掲）
早（はよ）も行きたい この在所こえて
向こうに見えるは 親のうち

「この在所こえて」の「在所」が被差別部落を指し、メディアがこれに気づいたことにより「竹田の子守唄」は放送されなくなったと考えられていたが、歌い手と「在所」の関係はあいまいである。歌詞を素直に読めば、「在所」を越えたところに親の家があるとすれば、歌い手は部落に住んでいるとは限らない。
では歌い手はどこで歌っているのかについても、はっきりしない。森達也は整合性のある解釈を求めて、部落の守り子がたまたま地域の外に出たところで歌っているという状況もあると聞かされている。
これに対して、橋本正樹は歌い手が「竹田に子守りに来ていた」情景とし、「在所」を越えるという部分を「人間の誇りを主張し奪還するすべての行動」という意味と捉えた。藤田正もまた竹田で子守りしている情景であり、「脱出」を歌い込めていると述べている。高橋美智子も同じく「この里へ子守り奉公にきた守り子の歌である」としているが、「在所」の解釈については触れていない。
採譜者の尾上和彦は、岡本ふくが宇治に働きに出かけていたことをふまえ、帰路に当たる桃山丘陵から竹田を望んでいる情景を思い描いていた。武島は、竹田を見下ろせる山としては桃山丘陵を想定できることから尾上の解釈には普遍性があると述べている。一方で「はだしの子」の団員たちは、歌い手が吉祥院や久世など竹田から西に位置する場所から竹田を見ている状況をイメージしていた。このように、さまざまな解釈が可能である。
また、「在所」の意味についても、部落を指すのかどうか明確ではない。この言葉は京都では部落を意味することもあるが、関西では一般に生まれ故郷や国許、田舎を指す。森の取材では、京都では「在所」は被差別部落を指すが、大阪では一般の地域を在所と呼ぶのだという。さらに、上記武村やすの「元唄」のように、「この在所」を「あの在所」と歌う例もあり、歌詞の解釈を特定することはいっそう困難である。

### 竹田のもんば飯
（『京都の民謡』より歌詞を再掲）
久世の大根めし 吉祥の菜めし
またも竹田の もんばめし

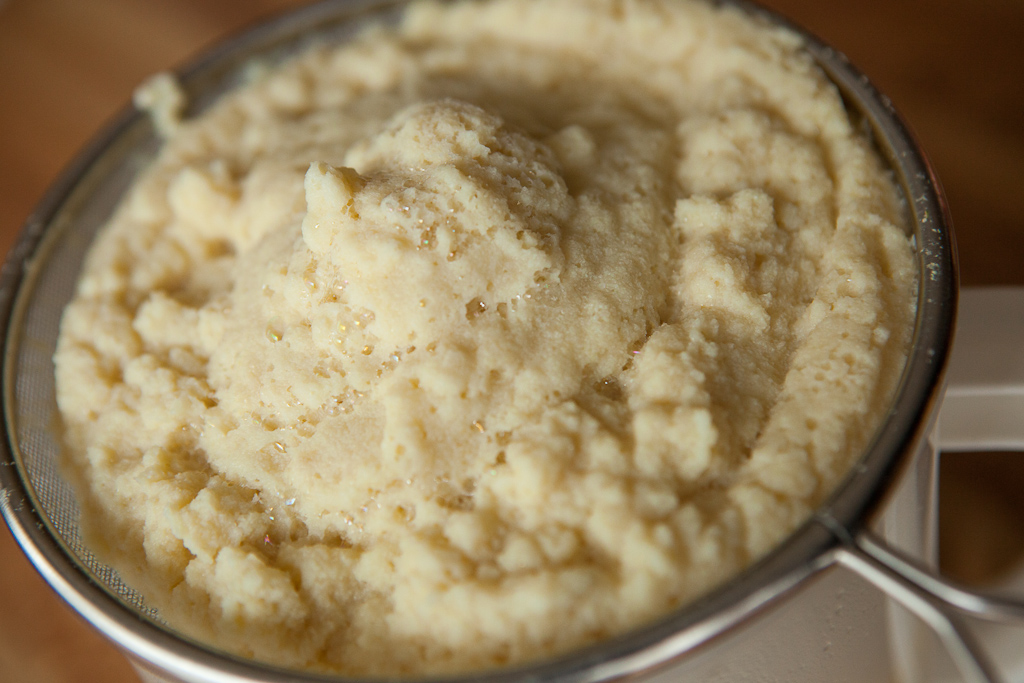
豆乳の絞り粕おから

この節は「赤い鳥」のシングルでは歌われておらず、後に後藤悦治郎によって「盆が来たとて」の歌詞と入れ替えられた。この歌を歌って採譜された岡本ふくは「ムラの恥をさらした」と後悔し、後藤にこの節を歌ってくれるなと申し入れた経緯がある。
久世や吉祥院は、竹田の周辺に所在する被差別部落であり、京都の子守唄には、伏見周辺の地名をふんだんに盛り込んだ歌詞が他にも伝わっていることから、藤田はこのような言葉の掛け合いの形式がこの節の元になったのではないかと推測している。
当時の被差別部落において、大根や菜っ葉は日常的な食材であり、それらを炊き込んだかて飯が主食だった。「もんば飯」の「もんば」とは、おからのことであり、おからを炊き込んだかて飯がもんば飯である。
「もんば飯」の解釈については、「竹田の子守唄CD制作委員会」では、久世や吉祥院のような大根飯や菜飯ならまだしもという意味だと説明されている。橋本は「もんば飯」をもっとも劣悪なものと捉えており、それをなぜわざわざ歌うのかといえば、守り子たちの「どん底の楽天性」からだとしていた。藤田も同様であり、もっとひどいことをさらりと流したものとした。
しかし、「またも」を「まだも」と濁音で歌われる例があり、これは「まだしも」が竹田にかかるために、意味としてはもっとも劣悪ではなかったことになりうる。採譜者の尾上は、初期の段階では「またも」と「まだも」の両方を構想していたが、それをやや意味をぼかした「またも」に統一したとしており、どちらにしても「もんば飯」が最悪という意味ではなかったと述べている。また、「はだしの子」のメンバーたちは、竹田の結婚式に山盛りのおからが出される風習があり、おからは手間をかけて絞ったもので優越の意味が込められていると解していた者もあれば、残飯のように劣悪だと考えていた者など多様であった。

## 「赤い鳥」のその後

### 後藤悦治郎への取材
1974年の「赤い鳥」解散後、メンバーだった後藤悦治郎と平山泰代は「紙ふうせん」を結成した。1981年12月10日に朝日放送で放送された報道特別番組「そして明日は」に出演した紙ふうせんの二人は、「久世の大根めし」の歌詞を2番として「竹田の子守唄」を歌っている。
歌い終えた後藤は、「この唄が生まれた地域を、長く大分県の竹田市と勘違いしながら歌っていました」、「自分はこの唄の本質を長く理解していなかった」と語った。
それから20年ほど経ち、森からの電話インタビューに応えた後藤は「もんば飯」の歌詞について、レコーディングの時点ではこの歌詞があることを知らず、その後ライヴで歌い始めたという。原曲を採譜された竹田の老女がこの歌詞を歌ったことを後悔していると聞き、後藤は彼女に直接会って歌わせてほしいと説得したが、最後まで応じてくれなかった。しかし後藤はこの歌詞が絶対に必要と考え、コンサートでは歌詞の背景や歴史を説明した上で歌っている。また、この歌が放送されなくなった経緯については知っていたが、後藤や「赤い鳥」に対して圧力は一切なかったという。なぜ圧力がなかったのかという問いに対して、後藤は「自信を持って歌っていたからだと思う」と述べ、次のように締めくくっている。

### 山本潤子への取材
「赤い鳥」でリードボーカルを担当していた山本潤子（旧姓：新居）は「赤い鳥」解散後、ハイ・ファイ・セットを結成するが、ハイ・ファイ・セットが「竹田の子守唄」を取り上げることはなかった。2003年4月に藤田からの取材を受けた山本は、この歌の背景や放送局の自粛については知っていたが、歌わなかったのはそのような理由からではなく、この曲がハイ・ファイ・セットの方向性とまったく合わなかったからだと答えている。また、「赤い鳥」は後藤悦治郎と平山泰代の「紙ふうせん」に引き継がれたと考えていたため、「赤い鳥」時代の歌は「翼をください」にしてもステージで一度だけ歌った程度だった。しかし、1994年にハイ・ファイ・セットが解散してソロ活動となり、翌年の阪神・淡路大震災のためのチャリティ・コンサートの際に、伊勢正三からなぜ歌わないのかと聞かれたことがきっかけとなり、「竹田の子守唄」を再び歌い始めたという。そして彼女は次のように語った。
聞き手の藤田は、山本が歌手としての明確なポリシーを持っていることを認め、「私は山本さんのような、どんな考えであれ自己の立場をはっきりと言える歌手、そして、それを取り巻く関係者ばかりであったなら、『竹田の子守唄』はいわゆる『放送禁止歌』にならなかったと思う。」と述べている。

## 中華圏における替え歌
中華圏ではこの曲に、世界の平和を願う内容の歌詞がつけられ『祈祷』というタイトルで歌われている。全く異なる歌詞が付けられているため、元の歌が日本の子守唄であることすら知られていない。
ジュディ・オングの父親が、自身の50歳の誕生日に中国語詞をつけて娘に贈ったのが最初で、1975年に作られたとされる。後に王傑や卓依婷ら台湾人歌手によってカバーされ、広く普及した。

## 録音した歌手、音楽家
1974年12月 - 1975年1月には、NHKの『みんなのうた』でペドロ&カプリシャスによって唄われたこともある（編曲はヘンリー広瀬）。唄は大幅にアレンジされ、2番の歌詞とコーダ部分が省略された。同時期放送の『北風小僧の寒太郎』が何度も再放送され、また他の楽曲も再放送されたが、本曲の再放送は1981年9月23日にNHK総合テレビで放送された特別番組『みんなのうた20年』で放送された（4番以外）のみで、定時番組での放送は長期にわたって行われなかったものの、2015年10月 - 11月にラジオのみで41年ぶりに再放送された。
ライブ、単発放送のみの演奏や歌唱は除く
- 高田恭子 - 1967年、「大塚孝彦と彼のグループ」名義の自主製作盤でこの曲の最初の録音を残した[70]。
- 藤圭子のアルバム『圭子のわらべ唄／藤圭子とグリーメン』JRS-7174（1971年）収録。編曲：小杉太一郎。歌唱はグリーメン。
- オフコース - 『秋ゆく街で』に収録[71]。
- ジローズ - 『ジローズ登場 戦争を知らない子供たち』に収録[72]。
- デューク・エイセス - 『デューク・エイセス 55周年記念盤』に収録[73]。
- 髙橋真梨子 - 『infini tour'16 + Concert vol.1 1979 at よみうりホール』に収録[74]
- 吉岡忍 - 『BREITH』に収録[75]。
- ソウル・フラワー・モノノケ・サミット - ロック・バンド「ソウル・フラワー・ユニオン」の別動チンドン楽団震災被災地慰問ライヴの中、同曲をカバーしているが（アルバム『アジール・チンドン』に収録[76]）、のちに彼らは、竹田地区の人々との交流により二つの元唄ヴァージョン（『竹田こいこい節』『竹田の子守唄（元唄）』）をレコーディング、アルバム『デラシネ・チンドン』に収録した[77]。また、ソウル・フラワー・ウィズ・ドーナル・ラニー・バンドとして『マージナル・ムーン』にも収録[78]。
- 犬神サアカス團 - 『フォーエバー・ヤング〜トリビュート・トゥ・グレート・フォーク・ソングス〜』に収録[79]。
- 勝田友彰 - 『ウチュウノウサギ』に収録[80]。
- 花*花 - 『コモリウタ』に収録[81]。
- 諌山実生 - 『ハナコトバ〜花心詩〜』に収録[82]。
- 天童よしみ - 『美しい昔』に収録[83]。
- 鈴木早智子 - 『零〜re-generation〜』に収録[84]。
- 新垣勉 - 『日本を歌う』に収録[85]。
- 宇崎竜童 - 『ブルースで死にな』に収録[86]。
- INSPi - 『日本のココロ歌』に収録[87]。
- 伊藤咲子 - 『みんなで学ぼう 童謡なぞなぞ』、『伊藤咲子全曲集 〜女の歌〜』に収録[88]。
- 梅若晶子 - 『心から歌へ 梅若梅朝・晶子の民謡』に収録[89]。
- rain book - 『童謡の風景3〜みんなで歌おう』に収録[90]。
- 朝崎郁恵 - 『おぼくり』[91]、『かなしゃ 愛の歌』[92]に収録。
- 平林龍 - 『PARTIR パルティール〜旅立ち』に収録[93]。
- 一青窈 - 『歌窈曲』に収録[94]。
- 由紀さおり、安田祥子 - 『由紀さおり・安田祥子 童謡ベスト2』に収録[95]。
- 民謡ガールズ - 『民謡ガールズ』に収録[96]。
- 井上あずみ - 『日本の愛唱歌集 花の街』に収録[97]。
- 五十嵐はるみ - 『ユー・メイク・ヒストリー』の題名でゴスペルジャズにアレンジ[98]。
- EPO - 『UVA』に収録[99]。